# ۸۹۲ (میلادی)
۸۹۲ (میلادی) هشتصد و نود و دومین سال تقویم میلادی است.

## درگذشتگان
‎